# Крафтон (Пенсільванія)
Крафтон (англ. Crafton) — місто (англ. borough) в США, в окрузі Аллегені штату Пенсільванія. Населення — 6099 осіб (2020).

## Географія
Крафтон розташований за координатами 40°26′0″ пн. ш. 80°4′16″ зх. д. / 40.43333° пн. ш. 80.07111° зх. д. (40.433346, -80.071098).  За даними Бюро перепису населення США в 2010 році місто мало площу 2,96 км², уся площа — суходіл.

## Демографія
Згідно з переписом 2010 року, у селищі мешкала 5951 особа в 2788 домогосподарствах у складі 1451 родини. Густота населення становила 2010 осіб/км².  Було 3110 помешкань (1051/км²).
Расовий склад населення:
| - 91,7 % — білих - 4,6 % — чорних або афроамериканців - 0,8 % — азіатів - 0,1 % — корінних американців |

До двох чи більше рас належало 2,5 %. Частка іспаномовних становила 1,4 % від усіх жителів.
За віковим діапазоном населення розподілялося таким чином: 19,0 % — особи молодші 18 років, 66,9 % — особи у віці 18—64 років, 14,1 % — особи у віці 65 років та старші. Медіана віку мешканця становила 40,7 року. На 100 осіб жіночої статі у селищі припадало 90,5 чоловіків;  на 100 жінок у віці від 18 років та старших — 88,0 чоловіків також старших 18 років.
Середній дохід на одне домашнє господарство  становив 71 530 доларів США (медіана — 52 674), а середній дохід на одну сім'ю — 80 905 доларів (медіана — 67 089). Медіана доходів становила 44 005 доларів для чоловіків та 34 593 долари для жінок. За межею бідності перебувало 4,3 % осіб, у тому числі 2,0 % дітей у віці до 18 років та 8,5 % осіб у віці 65 років та старших.
Цивільне працевлаштоване населення становило 3629 осіб. Основні галузі зайнятості: освіта, охорона здоров'я та соціальна допомога — 25,7 %, мистецтво, розваги та відпочинок — 12,6 %, науковці, спеціалісти, менеджери — 11,9 %.